# Pierwotny kłujący ból głowy
Pierwotny kłujący ból głowy (ang. primary stabbing headache) - choroba zaliczana do grupy samoistnych (pierwotnych) bólów głowy, charakteryzująca się występowaniem bólów o charakterze kłucia, zlokalizowanych w okolicy oczodołu, skroniowej lub ciemieniowej.
Ból jest krótkotrwały, pojawia się jako pojedyncze ukłucie lub seria ukłuć, ich czas trwania wynosi zwykle poniżej 3 sekund (maksymalnie do 1 minuty). Napady mogą powtarzać się wielokrotnie w ciągu dnia. Choroba nie stanowi żadnego zagrożenia dla zdrowia, jest dosyć często spotykana.